# Karavas
Karavas (greco: Καραβάς; turco: Alsancak) è una cittadina e un comune appartenente de facto alla Repubblica Turca di Cipro del Nord e de iure alla Repubblica di Cipro.
È compresa de facto nel distretto di Girne  di Cipro del Nord e de iure nel distretto di Kyrenia della Repubblica di Cipro. Prima del 1974 la cittadina aveva una popolazione esclusivamente greco-cipriota.
Karavas nel 2011 aveva 6 597 abitanti.

## Geografia fisica
Karavas si trova nella pianura di Kyrenia, ad un'altitudine di 70 metri e a 12 chilometri ad ovest della città di Kyrenia. Confina ad ovest con il comune di Lapithos, a sud con Palaiosofos, Motides e Ftericha, a sud-est con Karmi e a est con Elia, Trimithi e Agios Georgios. La parte settentrionale della sua area amministrativa è costiera, mentre quella meridionale si estende lungo le pendici settentrionali del Pentadaktylos.

## Origini del nome
Il nome Karavas deriva dalla parola karavi (καράβι), che significa "nave", in quanto nella zona c'era un porto dove si costruivano le navi. Secondo un'altra versione la città deve il suo nome a un uomo che si chiamava "Karavas" o "Kara-Avvas" e che viene indicato come un artigiano, un armatore o, in alternativa, un monaco. Nel 1975 i turco-ciprioti cambiarono il nome in Alsancak, che significa "bandiera rossa". Alsancak è anche un toponimo della Turchia occidentale.

## Storia

### Fondazione
La cittadina è stata edificata sulle rovine di Lampousa, una delle dieci città-stato cipriote dell'Antica Grecia.
Nel VII secolo d.C., l'antica Lapithos cadde in declino a causa delle incursioni arabe e dei terremoti. Gli abitanti furono costretti a spostarsi dalla costa alle montagne più alte. Si pensa che uno degli insediamenti che crearono fosse Karavas, tuttavia il villaggio viene menzionato per la prima volta durante il periodo ottomano. Il nucleo originario attorno al quale si sviluppò fu Petrogiotonia.

### Governo ottomano
Secondo i registri fiscali dell'Arcidiocesi di Cipro, nel 1820 c'erano 166 contribuenti che vivevano a Karavas. L'anno successivo, il prevosto del villaggio, Hadjinicolas Lavrentiou, fu massacrato dagli Ottomani come parte dei massacri che ebbero luogo a Cipro dopo lo scoppio della Rivoluzione greca. Durante gli ultimi decenni del dominio ottomano, i residenti favorirono l'istruzione. La prima scuola della zona si trovava all'interno del monastero di Achiropoyotou, e nel 1863 fu trasferita in un edificio di nuova costruzione che nel corso degli anni servì come scuola maschile e scuola mista.

### Dominio britannico
Il 7 giugno 1884, durante la dominazione britannica, Karavas fu dichiarata municipalità. Nello stesso periodo, precisamente nel 1883, la città acquisì una scuola parrocchiale. All'inizio del XX secolo, contava circa 1 600 abitanti, impegnati principalmente nell'agricoltura, nell'allevamento e nel commercio. Secondo lo scrittore Hieronymos Peristianis, il villaggio produceva principalmente cereali, olive, patate, cotone, bozzoli per la lavorazione della seta, colocasia, limoni, ecc.
Si stima che durante le guerre balcaniche, 46 abitanti di Karavas si unirono volontariamente alle forze dell'esercito greco e due di loro furono uccisi. Negli anni successivi, i karaviani parteciparono a entrambe le Guerre Mondiali. Karavas fu visitata dallo storico e architetto britannico George Jeffery, che in un libro pubblicato nel 1918 descrisse le chiese di Agia Irene e San Giorgio Mezeret.
A Karavas (e nella vicina Lapithos), l'industria tessile e soprattutto la tessitura della seta, che era l'occupazione principale delle donne della zona e un'importante fonte di reddito, crebbero rapidamente. La tessitura della seta fu favorita dalla coltivazione parallela del gelso e fiorì soprattutto dal 1920 fino a circa il 1950, quando iniziò ad essere gradualmente abbandonata in concomitanza con il cambiamento di orientamento delle colture locali. La fioritura dell'industria tessile locale è anche intrecciata con la produzione di ricami fatti a mano di pizzo fervolite. Famose tessitrici, come Amalia Christoforou e le sue figlie, provenivano da Karavas.  L'industria tessile locale è fiorita fino agli anni '50 e al declino dell'industria tessile locale.
A metà del XX secolo, il villaggio iniziò ad espandersi verso la costa settentrionale, mentre negli anni Cinquanta si assistette alla nascita del turismo nell'area.  Nel periodo 1955-1959, i residenti di Karavas parteciparono attivamente alla lotta dell'EOKA.

### Repubblica di Cipro
Nel 1960, il primo censimento condotto dalla Repubblica di Cipro censì 2 425 abitanti a Karavas, tutti greco-ciprioti (1155 uomini e 1270 donne). Grazie alla sua posizione, la città ha vissuto, a partire dal 1970, un particolare sviluppo turistico con la creazione di hotel, attività di intrattenimento, ristorazione, ecc. che hanno attirato villeggianti ciprioti e stranieri. Tuttavia, Karavas (come la vicina Lapithos) era principalmente associata alla produzione di limoni, che fu intensificata negli anni '50 e conobbe una rapida crescita negli anni successivi, contribuendo in modo significativo all'economia locale. Indicativo dell'importanza della coltivazione di questi agrumi a Karavas fu l'istituzione di un festival annuale del limone. Un'altra fonte di reddito per i residenti era la pesca. Nel campo dell'istruzione, nel 1974 la città aveva due scuole elementari, due scuole urbane e una scuola privata.

### Invasione turca del 1974
All'alba del 6 agosto 1974, durante il periodo di cessate il fuoco tra le due fasi dell'invasione turca di Cipro, le truppe turche attaccarono la Guardia Nazionale e le forze dell'ELDYK con sede a Karavas, provocandone la cattura. La popolazione della città fu costretta a fuggire in massa, mentre alcune persone rimasero intrappolate nell'area. Come conseguenza dell'invasione turca, 42 residenti di Karava sono stati uccisi o sono scomparsi. L'invasione turca ha provocato la morte e la scomparsa di 42 persone.
Prima dell'invasione, Karavas aveva una popolazione di circa 3 000 abitanti, interamente di origine greca.
Tutti gli abitanti di origine greca furono deportati dall'esercito turco e sono diventati rifugiati nel sud dell'isola. L'occupazione di Karavas da parte delle forze turche è stata accompagnata da saccheggi delle proprietà dei rifugiati, nonché - a breve o lungo termine - dalla distruzione e dall'alterazione di monumenti storici, religiosi e culturali e dal sequestro di oggetti del patrimonio culturale.

## Monumenti e luoghi di interesse

### Siti archeologici
All'interno dei confini del comune si trova il sito archeologico di Lamboussa. Fra il 1902 e il 1917 fu trovato a Karavas il cosiddetto tesoro di Cipro, un'enorme collezione di vasi, piatti e gioielli d'oro e argento. Adesso il tesoro è esposto al British Museum di Londra, al Metropolitan Museum of Art di New York e al Museo di Cipro a Nicosia.

### Architetture religiose
Un monumento importante è il monastero della Panagia Achiropoyotou, situato lungo il mare, il cui nucleo originario fu costruito nell'XI o XII secolo, mentre l'attuale struttura risale al XVIII secolo. A pochi metri da Achiropoitos si trovano la chiesa di Agios Eulalios (edificio del XVI secolo) e la cappella scolpita di Agios Eulabios o Eulavios, probabilmente un edificio precristiano usato come tomba o catacomba prima di essere convertito in una chiesa cristiana.
Altri edifici notevoli sono le tre chiese parrocchiali di Karavas: 
- Aghia Irini (una basilica a navata unica e a volta costruita all'inizio del XIX secolo)[13][39][40]
- Aghios Georgios Mezere (eretta nel 1843)[41]
- l'Evangelistria (i cui lavori di costruzione furono completati nel 1917).[14]

A seguito dell'invasione del 1974, diversi monumenti di Karavas hanno subito danni significativi, saccheggi e alterazioni: il monastero di Panagia Achiropoyetou si trova all'interno di una zona militare e fino al 2013 è stato utilizzato come campo, ed è ora affittato dall'Università americana di Kyrenia. Nel periodo dal 1974 in poi, gli affreschi, l'iconostasi in legno, le icone e altre reliquie furono rimosse o rubate dal monastero. Allo stesso tempo, l'edificio ha problemi di stabilità statica. Le chiese dei Santi Eulalios ed Eulabios sono state occasionalmente utilizzate come magazzini militari, Agia Irini e Agios Georgios hanno subito diversi saccheggi e la cappella medievale di Agia Marina è stata demolita.  Inoltre, Evangelistria, che era la chiesa più grande e più recente di Karavas, è stata convertita in una moschea.

## Società

### Evoluzione demografica
Nel censimento ottomano del 1831, i cristiani costituivano gli unici abitanti di questo insediamento. All'inizio del secolo, in città vivevano solo uno o due abitanti musulmani. La popolazione è aumentata costantemente durante il periodo britannico, passando da 1 580 abitanti nel 1891 a 2.416 nel 1960.
Tutti gli abitanti del villaggio furono sfollati nel 1974, quando nei mesi di luglio e agosto fuggirono dall'avanzata dell'esercito turco verso la parte meridionale dell'isola. Attualmente, come il resto dei greco-ciprioti sfollati, i greco-ciprioti di Karavas sono sparsi in tutto il sud dell'isola, soprattutto nelle città. La popolazione greco-cipriota sfollata di Karavas può essere stimata in circa 2 230 persone, dal momento che la sua popolazione era di 2 223 abitanti nel 1973.
Nel 1975, il villaggio è stato utilizzato per l'insediamento di sfollati turco-ciprioti provenienti dalla parte meridionale dell'isola. Questi provengono principalmente da villaggi del distretto di Paphos come Mandria/Yeşilova, Fionikas/Finike, Axylou/Aksu, Choulou/Hulu, Koloni/Yolüstü, Timi/Ovalık, Amargeti/Amarget, Anarita, Eledio/Eledyu, Agia Varvara/Engindere, Faleia/Gökçebel, Pelathousa/Karaağaç, Kourtaka/Kurtağa, Kouklia/Sakarya, Geroskipou/Yeroşibu; inoltre alcuni abitanti provengono dalle città di Larnaca e Limassol. Secondo il censimento del 1996, quasi la metà degli abitanti è nata nel territorio dell'odierna Repubblica di Cipro. Dallo stesso censimento è emerso che 250 cittadini residenti in questa cittadina hanno dichiarato di essere nati in Turchia. Dalla metà degli anni novanta, molti cittadini europei hanno acquistato proprietà e si sono stabiliti qui. Secondo il censimento turco-cipriota del 2006, la popolazione della cittadina era di 4 638 abitanti. Grazie all'edificazione di nuove case di vacanza, questo numero può facilmente salire a 6.000 durante le vacanze.

## Amministrazione

### Gemellaggi
Karavas è gemellata con:
- Bornova, Izmir, dal 2011[44]
- Gazipaşa, Antalya, dal 2015[45]

## Sport

### Calcio
Karavas è sede del club Alsancak Yeşilova SK, che nel 2019 militava nella Süper Lig della Federazione calcistica di Cipro del Nord.